# Maulette
Maulette è un comune francese di 1 033 abitanti situato nel dipartimento degli Yvelines nella regione dell'Île-de-France.

## Geografia fisica
Il territorio comunale è bagnato dalle acque del fiume Vesgre.

## Società

### Evoluzione demografica
Abitanti censiti